# Halichoeres papilionaceus
Halichoeres papilionaceus es una especie de peces de la familia Labridae en el orden de los Perciformes.

## Morfología
H. papilionaceus mide entre 70 y 90 mm de longitud estándar. Tienen una aleta caudal de color blanca con una mancha negra en el extremo central, bien definida. Espinas dorsales 9; Radios blandos dorsales 10 - 12; Espinas anales: 3; Radios blandos anales : 12. Forma del cuerpo fusiforme.

## Distribución geográfica
Se encuentra desde Sumatra (Indonesia) hasta las Islas Salomón, las Filipinas y República de Palau (Micronesia).